# Agal (acessório)
 

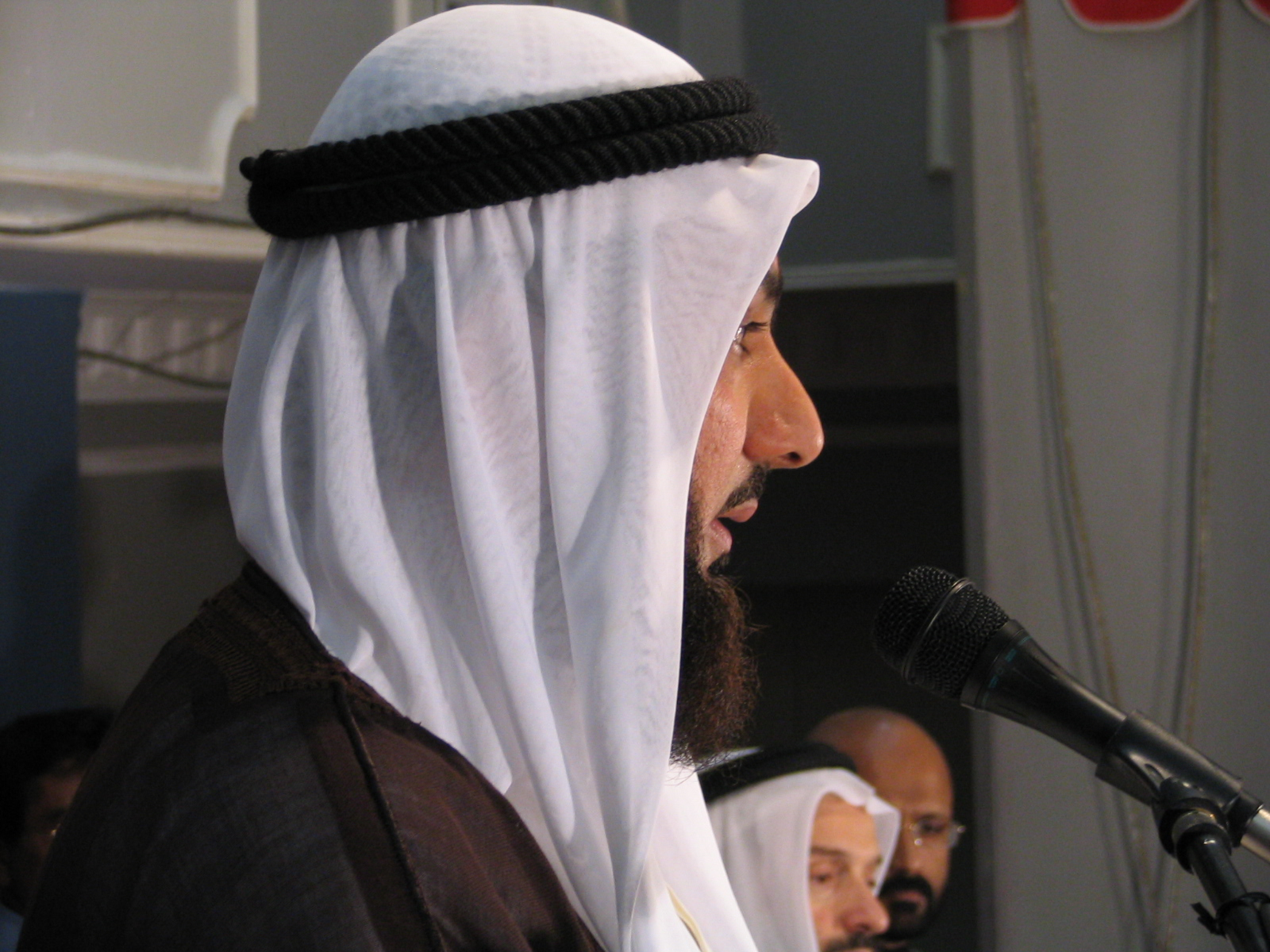
Homem do Bahrein usando o agal.

A agal (em árabe: عِقَال; também escrito iqal, egal, ou igal) é um acessório de vestuário tradicionalmente usado por homens árabes. É um cordão preto dobrado usado para manter um keffiyeh no lugar na cabeça do usuário. Os agals são tradicionalmente feitos de crinas de caprinos. Os agals modernos usam tipicamente cordões fabricados para esta finalidade. Governantes do Bahrein em particular, são conhecidos por usar desenhos elaborados de agal, mas o cordão simples ainda é ocasionalmente utilizada.
É tradicionalmente usado pelos árabes do Península Arábica, Iraque, Jordânia, e partes da Palestina e Síria (como o Negev em Israel, Deir ez-Zor e Hauran na Síria), no Sinai e Sharqia no Egipto), e pelos árabes do Cuzistão.
A utilização do agal e ghutra é datado através de antiguidades, incluindo baixos-relevos e estátuas que remontam aos tempos antigos. O agal é rastreado em civilizações semíticas do Médio Oriente e mesmo em antigos reinos árabes. Em seu livro Irã no Antigo Oriente, o arqueólogo e o iranologista Ernst Herzfeld, ao referir-se aos baixos-relevos de Susa, aponta para o antigo agal como chapéus únicos dos elamitas que os distinguiam de outras nações.